# Бэйрстоу, Кэмерон
Кэмерон Дэвид Бэйрстоу (англ. Cameron David Bairstow; родился 7 декабря 1990 года в Брисбене, Квинсленд, Австралия) — австралийский профессиональный баскетболист, играющий на позициях тяжёлого форварда и центрового.

## Ранние годы
Кэмерон родился и вырос в городе Брисбен, штат Квинсленд, Австралия. Учился в школе грамматики англиканской церкви, которую окончил в 2008 году. Его родители Йен и Пэнни: ветеринар и школьный учитель по профессии, тренировали юного Кэмерона несколько лет. Кэмерон третий ребенок в семье из семи детей. У него четыре брата и две сестры. Его брат с сестрой также играют в баскетбол в США, брат Джаред выступает за Университет Оклахомы, а сестра Стэфани играет в команде Университета штата Юты.

### Юность
Прежде чем поступить в Австралийский Институт Спорта (AIS) в Канберре Бэйрстоу успел поиграть за команды South West Pirates и Brisbane Capitals. За AIS он провёл один сезон выступая в Юго-Восточной Австралийской Баскетбольной Лиге (SEABL), и в 2010 году его включили в команду, которая посетила Катар. Также он присутствовал в команде Queensland, которая в 2009 году выиграла Национальный Чемпионат Австралии в возрасте до 20-ти лет и национальной сборной Австралии в возрасте до 19 лет, которая выиграла FIBA Oceania title в Сайпане.

## Профессиональная карьера

### Чикаго Буллз (2014—2016)
26 июня 2014 года Бэйрстоу был выбран на драфте НБА 2014 года под общим 49 номером клубом «Чикаго Буллз». Летом он в составе «Буллз» принял участие в Летней лиге НБА, где сыграл вместе со своими бывшими одноклубниками по университету Снеллом и Уильямсом. 21 июля 2014 года Буллз объявили, что подписали с Бэйрстоу трёхлетний контракт, полтора года из которых являются гарантированными. 29 октября Кэмерон дебютировал в НБА, сыграв три минуты в матче против «Нью-Йорк Никс», за который он успел сделать один бросок по кольцу. 21 ноября он набрал первые очки в НБА, реализовав один из двух штрафных бросков.
17 июня 2016 года Бэйрстоу был обменян в «Детройт Пистонс», взамен «Буллз» получили Спенсера Динвидди. Однако уже 10 июля «Пистонс» отчислили его из своего состава.

## Статистика

### Статистика в НБА
| Сезон                                                                                    | Команда      | Регулярный сезон | Регулярный сезон | Регулярный сезон | Регулярный сезон | Регулярный сезон | Регулярный сезон | Регулярный сезон | Регулярный сезон | Регулярный сезон | Регулярный сезон | Регулярный сезон | Серия плей-офф | Серия плей-офф | Серия плей-офф | Серия плей-офф | Серия плей-офф | Серия плей-офф | Серия плей-офф | Серия плей-офф | Серия плей-офф | Серия плей-офф | Серия плей-офф |
| Сезон                                                                                    | Команда      | GP               | GS               | MPG              | FG%              | 3P%              | FT%              | RPG              | APG              | SPG              | BPG              | PPG              | GP             | GS             | MPG            | FG%            | 3P%            | FT%            | RPG            | APG            | SPG            | BPG            | PPG            |
| ---------------------------------------------------------------------------------------- | ------------ | ---------------- | ---------------- | ---------------- | ---------------- | ---------------- | ---------------- | ---------------- | ---------------- | ---------------- | ---------------- | ---------------- | -------------- | -------------- | -------------- | -------------- | -------------- | -------------- | -------------- | -------------- | -------------- | -------------- | -------------- |
| 2014/15                                                                                  | Чикаго Буллз | 18               | 1                | 3,5              | 21,4             | 0,0              | 80,0             | 0,4              | 0,1              | 0,1              | 0,1              | 0,6              | Не участвовал  | Не участвовал  | Не участвовал  | Не участвовал  | Не участвовал  | Не участвовал  | Не участвовал  | Не участвовал  | Не участвовал  | Не участвовал  | Не участвовал  |
| 2015/16                                                                                  | Чикаго Буллз | 18               | 2                | 5,7              | 32,5             | 20,0             | 87,5             | 1,6              | 0,3              | 0,1              | 0,2              | 1,9              | Не участвовал  | Не участвовал  | Не участвовал  | Не участвовал  | Не участвовал  | Не участвовал  | Не участвовал  | Не участвовал  | Не участвовал  | Не участвовал  | Не участвовал  |
|                                                                                          | Всего        | 36               | 3                | 4,6              | 29,6             | 20,0             | 84,6             | 1,0              | 0,2              | 0,1              | 0,1              | 1,2              | Не участвовал  | Не участвовал  | Не участвовал  | Не участвовал  | Не участвовал  | Не участвовал  | Не участвовал  | Не участвовал  | Не участвовал  | Не участвовал  | Не участвовал  |
| Наведите курсор мыши на аббревиатуры в заголовке таблицы, чтобы прочесть их расшифровку. |              |                  |                  |                  |                  |                  |                  |                  |                  |                  |                  |                  |                |                |                |                |                |                |                |                |                |                |                |

### Статистика в Д-Лиге
| Сезон                                                                                    | Команда     | Регулярный сезон | Регулярный сезон | Регулярный сезон | Регулярный сезон | Регулярный сезон | Регулярный сезон | Регулярный сезон | Регулярный сезон | Регулярный сезон | Регулярный сезон | Регулярный сезон | Серия плей-офф | Серия плей-офф | Серия плей-офф | Серия плей-офф | Серия плей-офф | Серия плей-офф | Серия плей-офф | Серия плей-офф | Серия плей-офф | Серия плей-офф | Серия плей-офф |
| Сезон                                                                                    | Команда     | GP               | GS               | MPG              | FG%              | 3P%              | FT%              | RPG              | APG              | SPG              | BPG              | PPG              | GP             | GS             | MPG            | FG%            | 3P%            | FT%            | RPG            | APG            | SPG            | BPG            | PPG            |
| ---------------------------------------------------------------------------------------- | ----------- | ---------------- | ---------------- | ---------------- | ---------------- | ---------------- | ---------------- | ---------------- | ---------------- | ---------------- | ---------------- | ---------------- | -------------- | -------------- | -------------- | -------------- | -------------- | -------------- | -------------- | -------------- | -------------- | -------------- | -------------- |
| 2015/16                                                                                  | Остин Спёрс | 5                | 4                | 26,5             | 47,5             | 0,0              | 82,4             | 8,0              | 1,2              | 0,8              | 0,6              | 14,0             | Не участвовал  | Не участвовал  | Не участвовал  | Не участвовал  | Не участвовал  | Не участвовал  | Не участвовал  | Не участвовал  | Не участвовал  | Не участвовал  | Не участвовал  |
|                                                                                          | Всего       | 5                | 4                | 26,5             | 47,5             | 0,0              | 82,4             | 8,0              | 1,2              | 0,8              | 0,6              | 14,0             | Не участвовал  | Не участвовал  | Не участвовал  | Не участвовал  | Не участвовал  | Не участвовал  | Не участвовал  | Не участвовал  | Не участвовал  | Не участвовал  | Не участвовал  |
| Наведите курсор мыши на аббревиатуры в заголовке таблицы, чтобы прочесть их расшифровку. |             |                  |                  |                  |                  |                  |                  |                  |                  |                  |                  |                  |                |                |                |                |                |                |                |                |                |                |                |

### Статистика в колледже
| Сезон                                                                                   | Команда           | GP  | GS | MPG  | FG%  | 3P%  | FT%  | RPG | APG | SPG | BPG | PPG  |  |
| --------------------------------------------------------------------------------------- | ----------------- | --- | -- | ---- | ---- | ---- | ---- | --- | --- | --- | --- | ---- |  |
| 2010/11                                                                                 | Нью-Мексико Лобос | 31  | 1  | 9,7  | 60,0 | 50,0 | 59,1 | 1,8 | 0,2 | 0,2 | 0,3 | 2,6  |  |
| 2011/12                                                                                 | Нью-Мексико Лобос | 34  | 1  | 15,4 | 44,4 | 0,0  | 63,4 | 3,6 | 0,3 | 0,4 | 0,6 | 3,7  |  |
| 2012/13                                                                                 | Нью-Мексико Лобос | 35  | 19 | 24,1 | 45,6 | 0,0  | 73,8 | 5,9 | 0,9 | 0,7 | 0,6 | 9,7  |  |
| 2013/14                                                                                 | Нью-Мексико Лобос | 34  | 34 | 32,9 | 55,6 | 33,3 | 73,5 | 7,4 | 1,6 | 0,6 | 1,5 | 20,4 |  |
|                                                                                         | Всего             | 134 | 55 | 20,8 | 51,7 | 33,3 | 71,7 | 4,8 | 0,8 | 0,5 | 0,7 | 9,2  |  |
| Наведите курсор мыши на аббревиатуры в заголовке таблицы, чтобы прочесть их расшифровку |                   |     |    |      |      |      |      |     |     |     |     |      |  |